# Élections législatives de 1973 dans les Vosges
Les élections législatives françaises de 1973 se déroulent les 4 et 11 mars 1973. Dans le département des Vosges, quatre députés sont à élire dans le cadre de quatre circonscriptions.

## Élus
| Circonscription | Député sortant                                | Parti | Parti | Député élu ou réélu | Parti | Parti |
| --------------- | --------------------------------------------- | ----- | ----- | ------------------- | ----- | ----- |
| 1re             | Marcel Hoffer                                 |       | UDR   | Marcel Hoffer       |       | UDR   |
| 2e              | Maurice Lemaire                               |       | UDR   | Maurice Lemaire     |       | UDR   |
| 3e              | André Boileau suppléant de Christian Poncelet |       | UDR   | Christian Poncelet  |       | UDR   |
| 4e              | Albert Voilquin                               |       | RI    | Albert Voilquin     |       | RI    |

## Résultats

### Résultats à l'échelle du département
| Parti                 | Parti                                   | Premier tour | Premier tour | Second tour | Second tour | Sièges |
| Parti                 | Parti                                   | Voix         | %            | Voix        | %           | Sièges |
| --------------------- | --------------------------------------- | ------------ | ------------ | ----------- | ----------- | ------ |
|                       | Union des démocrates pour la République | 72 496       | 38,25        | 51 209      | 50,82       | 3      |
|                       | Républicains indépendants               | 24 995       | 13,19        |             |             | 1      |
|                       | Union des républicains de progrès       | 97 491       | 51,43        | 51 209      | 50,82       | 4      |
|                       |                                         |              |              |             |             |        |
|                       | Parti socialiste                        | 47 940       | 25,29        | 49 565      | 49,18       | 0      |
|                       | Parti communiste français               | 25 461       | 13,43        | Retrait     | Retrait     | 0      |
|                       | Parti socialiste unifié                 | 2 310        | 1,22         |             |             | 0      |
|                       | Union de la gauche                      | 75 711       | 39,94        | 49 565      | 49,18       | 0      |
|                       |                                         |              |              |             |             |        |
|                       | Mouvement réformateur                   | 16 352       | 8,63         |             |             | 0      |
|                       |                                         |              |              |             |             |        |
| Inscrits              | Inscrits                                | 238 138      | 100,00       | 125 924     | 100,00      | 4      |
| Abstentions           | Abstentions                             | 41 978       | 17,63        | 21 829      | 17,34       |        |
| Votants               | Votants                                 | 196 160      | 82,37        | 104 095     | 82,66       |        |
| Blancs et nuls        | Blancs et nuls                          | 6 606        | 3,37         | 3 321       | 3,19        |        |
| Exprimés              | Exprimés                                | 189 554      | 96,63        | 100 774     | 96,81       |        |
| Source : Data.gouv.fr |                                         |              |              |             |             |        |

### Résultats par circonscription

#### Première circonscription (Épinal)
| Candidat       | Candidat                    | Parti          | Premier tour | Premier tour | Second tour | Second tour |  |
| Candidat       | Candidat                    | Parti          | Voix         | %            | Voix        | %           |  |
| -------------- | --------------------------- | -------------- | ------------ | ------------ | ----------- | ----------- |  |
|                | Marcel Hoffer sortant réélu | UDR (URP)      | 23 992       | 42,05        | 29 338      | 50,9        |  |
|                | Pierre Blanck               | PS (UGSD)      | 16 656       | 29,19        | 28 306      | 49,1        |  |
|                | Robert Alexandre            | PCF            | 7 778        | 13,63        | Retrait     | Retrait     |  |
|                | Jean Bertran                | Rad (MR)       | 6 323        | 11,08        |             |             |  |
|                | Odette Hantz                | PSU            | 2 310        | 4,05         |             |             |  |
|                |                             |                |              |              |             |             |  |
| Inscrits       | Inscrits                    | Inscrits       | 72 438       | 100,00       | 72 426      | 100,00      |  |
| Abstentions    | Abstentions                 | Abstentions    | 13 302       | 18,36        | 12 584      | 17,37       |  |
| Votants        | Votants                     | Votants        | 59 136       | 81,64        | 59 842      | 82,63       |  |
| Blancs et nuls | Blancs et nuls              | Blancs et nuls | 2 077        | 3,51         | 2 198       | 3,67        |  |
| Exprimés       | Exprimés                    | Exprimés       | 57 059       | 96,49        | 57 644      | 96,33       |  |

#### Deuxième circonscription (Saint-Dié)
| Candidat       | Candidat                      | Parti          | Premier tour | Premier tour | Second tour | Second tour |  |
| Candidat       | Candidat                      | Parti          | Voix         | %            | Voix        | %           |  |
| -------------- | ----------------------------- | -------------- | ------------ | ------------ | ----------- | ----------- |  |
|                | Maurice Lemaire sortant réélu | UDR (URP)      | 19 548       | 47,1         | 21 871      | 50,71       |  |
|                | Pierre Noël                   | PS (UGSD)      | 15 102       | 36,39        | 21 259      | 49,29       |  |
|                | Daniel Masson                 | PCF            | 6 851        | 16,51        | Retrait     | Retrait     |  |
|                |                               |                |              |              |             |             |  |
| Inscrits       | Inscrits                      | Inscrits       | 53 523       | 100,00       | 53 498      | 100,00      |  |
| Abstentions    | Abstentions                   | Abstentions    | 10 108       | 18,89        | 9 245       | 17,28       |  |
| Votants        | Votants                       | Votants        | 43 415       | 81,11        | 44 253      | 82,72       |  |
| Blancs et nuls | Blancs et nuls                | Blancs et nuls | 1 914        | 4,41         | 1 123       | 2,54        |  |
| Exprimés       | Exprimés                      | Exprimés       | 41 501       | 95,59        | 43 130      | 97,46       |  |

#### Troisième circonscription (Remiremont)
|                | Christian Poncelet sortant réélu | UDR (URP)      | 28 956 | 64,2   |  |  |  |
|                | André Montlevrant                | PS (UGSD)      | 7 289  | 16,16  |  |  |  |
|                | Gaston Koenig                    | PCF            | 5 995  | 13,29  |  |  |  |
|                | Jacques Menant                   | MR             | 2 865  | 6,35   |  |  |  |
|                |                                  |                |        |        |  |  |  |
| Inscrits       | Inscrits                         | Inscrits       | 55 167 | 100,00 |  |  |  |
| Abstentions    | Abstentions                      | Abstentions    | 8 864  | 16,07  |  |  |  |
| Votants        | Votants                          | Votants        | 46 303 | 83,93  |  |  |  |
| Blancs et nuls | Blancs et nuls                   | Blancs et nuls | 1 198  | 2,59   |  |  |  |
| Exprimés       | Exprimés                         | Exprimés       | 45 105 | 97,41  |  |  |  |

#### Quatrième circonscription (Neufchâteau)
|                | Albert Voilquin sortant réélu | RI (URP)       | 24 995 | 54,47  |  |  |  |
|                | Serge Beltrame                | PS (UGSD)      | 8 893  | 19,38  |  |  |  |
|                | Marc Lœuillet                 | MR             | 7 164  | 15,61  |  |  |  |
|                | Hubert Louis                  | PCF            | 4 837  | 10,54  |  |  |  |
|                |                               |                |        |        |  |  |  |
| Inscrits       | Inscrits                      | Inscrits       | 57 010 | 100,00 |  |  |  |
| Abstentions    | Abstentions                   | Abstentions    | 9 704  | 17,02  |  |  |  |
| Votants        | Votants                       | Votants        | 47 306 | 82,98  |  |  |  |
| Blancs et nuls | Blancs et nuls                | Blancs et nuls | 1 417  | 3      |  |  |  |
| Exprimés       | Exprimés                      | Exprimés       | 45 889 | 97     |  |  |  |